# Nebelschütz
Nebelschütz (górnołuż. Njebjelčicy) – miejscowość i gmina w Niemczech, w kraju związkowym Saksonia, w okręgu administracyjnym Drezno, w powiecie Budziszyn, wchodzi w skład związku gmin Am Klosterwasser.

## Współpraca
Miejscowości partnerskie:
- Barleben, Saksonia-Anhalt
- Hluczyn, Czechy
- Ladánybene, Węgry
- Namysłów, Polska